# Ever Carradine
Ever Dawn Carradine (* 6. August 1974 in Los Angeles, Kalifornien) ist eine US-amerikanische Schauspielerin.

## Leben und Karriere
Ever Carradine wurde im August 1974 in Los Angeles im US-Bundesstaat Kalifornien als Tochter von Susan Snyder, einer Pferdetrainerin, und Robert Carradine, einem Schauspieler, geboren. Ihr Großvater, John Carradine, ihre Großmutter Sonia Sorel, ihre Onkel, Keith Carradine und David Carradine, sowie ihre Cousine, Martha Plimpton, sind bzw. waren ebenfalls Schauspieler.
Nach ihrem Abschluss am Lewis & Clark College in Portland, Oregon im Jahr 1996, zog Carradine zurück nach Los Angeles. Es folgten einige Gastauftritte in verschiedenen Fernsehserien, wie Diagnose: Mord, Tracey Takes On… und Der Sentinel – Im Auge des Jägers. 1998 erhielt sie ihre erste wiederkehrende Rolle als Rosalie in Party of Five. 2003 folgte ihre erste Hauptrolle in der von FX ausgestrahlten Fernsehserie Lucky. Sie spielte auch in einigen Filmen wie Bubble Boy, Jay und Silent Bob schlagen zurück und Dead & Breakfast. Des Weiteren hatte sie Auftritte in den Fernsehserien Noch mal mit Gefühl und Welcome, Mrs. President. Von 2008 bis 2009 spielte sie in Eureka – Die geheime Stadt die Schwester des Sheriffs Jack Carter.
Mit ihrem Ehemann, dem Komponisten und Musiker Coby Brown, ist Ever Carradine seit Anfang Oktober 2005 verheiratet. Sie haben eine Tochter (* 2010) und einen Sohn (* 2015).

## Filmografie (Auswahl)

### Filme
- 1996: Foxfire
- 1997: Durchgebrannt – Hilfeschrei aus L.A. (Born Into Exile, Fernsehfilm)
- 1999: Chicks (Fernsehfilm)
- 1999: Get The Dog – Verrückt nach Liebe (Lost & Found)
- 2000: Ropewalk
- 2001: Jay und Silent Bob schlagen zurück (Jay and Silent Bob Strike Back)
- 2001: Bubble Boy
- 2002: Life Without Dick – Verliebt in einen Killer (Life Without Dick)
- 2002: Couples (Fernsehfilm)
- 2002: Robbing ’Hef
- 2003: Partyalarm – Finger weg von meiner Tochter (My Boss’s Daughter)
- 2004: Dead & Breakfast
- 2005: Lucky 13
- 2005: Constellation
- 2007: Cleaverville (Fernsehfilm)
- 2018: Adolescence
- 2019: Married Young
- 2020: All my Life – Liebe, als gäbe es kein Morgen (All My Life)
- 2024: The Long Game
- 2024: The Requiem Boogie

### Fernsehserien
- 1996: Diagnose: Mord (Diagnosis: Murder, Episode 4x07)
- 1997: Tracey Takes On… (Episode 2x10)
- 1997: Der Sentinel – Im Auge des Jägers (The Sentinel, Episode 2x19)
- 1997–1998: Veronica (Veronica’s Closet, 8 Episoden)
- 1998: Party of Five (6 Episoden)
- 2000: Just Shoot Me – Redaktion durchgeknipst (Just Shoot Me!, Episode 4x20)
- 2000: Nikki (Episode 1x01)
- 2000: Will & Grace (Episode 3x08)
- 2001: Hinterm Mond gleich links (3rd Rock from the Sun, Episode 6x12)
- 1999–2002: Noch mal mit Gefühl (Once and Again, 16 Episoden)
- 2003: Lucky (3 Episoden)
- 2004: Line of Fire (Episode 1x06)
- 2004: CSI – Den Tätern auf der Spur (CSI: Crime Scene Investigation, Episode 4x11)
- 2004: Dr. House (House, Episode 1x04)
- 2005: Grey’s Anatomy (Episode 1x07)
- 2005–2006: Welcome, Mrs. President (Commander in Chief, 19 Episoden)
- 2006: Men in Trees (2 Episoden)
- 2007: Criminal Intent – Verbrechen im Visier (Law & Order: Criminal Intent, Episode 6x20)
- 2007–2008: Women’s Murder Club (5 Episoden)
- 2009: 24 (5 Episoden)
- 2008–2009: Eureka – Die geheime Stadt (Eureka, 8 Episoden)
- 2009: Supernatural (Episode 5x06)
- 2009: Private Practice (Episode 3x07)
- 2010: Castle (Episode 3x08)
- 2011: The Mentalist (Episode 3x15)
- 2012: The Finder (Episode 1x05)
- 2012: Drop Dead Diva (Episode 4x04)
- 2014–2016: Major Crimes (10 Episoden)
- 2016: Goliath (3 Episoden)
- 2016: Shameless (4 Episoden)
- 2017–2019: Marvel’s Runaways (30 Episoden)
- 2017–2025: The Handmaid’s Tale – Der Report der Magd (The Handmaid’s Tale)
- 2019: All Rise – Die Richterin (All Rise, Episode 1x09)
- 2020: The Good Doctor (Episode 3x17)
- 2020: Day by Day (Episode 1x09)
- 2021: Good Girls (2 Episoden)
- 2022: The Rookie (Episode 4x11)
- 2022: Die Conners (The Conners, Episode 5x06)
- 2023: Based on a True Story (Episode 1x04)
- 2024: The Neighborhood (Episode 6x03)